# شديد السواد (فلم)
شديد السواد (بالإنجليزية: Pitch Black) هو فيلم أكشن رعب خيال علمي أمريكي من إخراج ديفيد توهي وبطولة فين ديزل، رادها ميتشيل، كول هوسر وكيث ديفيد. صدر الفيلم في 18 فبراير 2000.

## وصلات خارجية
- شديد السواد على موقع IMDb (الإنجليزية)
- شديد السواد على موقع ميتاكريتيك (الإنجليزية)
- شديد السواد على موقع روتن توميتوز (الإنجليزية)
- شديد السواد على موقع نتفليكس (الإنجليزية)
- شديد السواد على موقع قاعدة بيانات الأفلام العربية
- شديد السواد على موقع ألو سيني (الفرنسية)
- شديد السواد على موقع Turner Classic Movies (الإنجليزية)
- شديد السواد على موقع أول موفي (الإنجليزية)
- شديد السواد على موقع بوكس أوفيس موجو (الإنجليزية)
- شديد السواد على موقع فيلمافينيتي (الإسبانية)